# 雍熙街道
雍熙街道，是中华人民共和国贵州省毕节市纳雍县下辖的一个街道办事处，為纳雍县城所在地。雍熙原名大兔场，1942年更名为雍熙镇。
2013年5月9日，贵州省人民政府批复同意撤销雍熙镇，在这里以原雍熙镇木井村、杨家河村、余家岩村、经营村、燎原村、永丰村、兴隆村、浪厂田村、永明村、岔河村、石板坡村、木兰村、海坝村、友谊村、苦李河村、河尾巴村、高坡村、高原村、龙井村、双水井村、中华社区、农贸社区、公园社区、茶林社区、沿河社区等25个村（社区）地域为雍熙街道办事处的行政区域，办事处驻中华社区。

## 行政区划
雍熙街道下辖以下地区：
中华社区、茶林社区、公园社区、农贸社区、沿河社区、岔河村、高坡村、高原村、海坝村、河尾巴村、经营村、苦李河村、浪厂田村、燎原村、龙井村、木井村、木兰村、石板坡村、双水井村、兴隆村、杨家河村、永丰村、永明村、友谊村和余家岩村。